# Bau- und Betriebsordnung für Pioniereisenbahnen
Die Bau- und Betriebsordnung für Pioniereisenbahnen (BOP) regelt Bau und Betrieb der ehemaligen Pioniereisenbahnen in den neuen Bundesländern – mit Ausnahme Thüringens – und in Ost-Berlin. Zum Teil wird sie auch als Rechtsgrundlage für die Bahnaufsicht über andere schmalspurige Bahnen herangezogen.

## Geschichte und Fortgeltung

### Allgemeines
Die BOP wurde am 15. Februar 1979 vom Minister für Verkehrswesen der DDR auf Grundlage von § 9 Abs. 2 Bahnaufsichtsverordnung vom 22. Januar 1976 (GBl. I, S. 33) erlassen. Sie trat am 1. Januar 1980 in Kraft.
Die BOP gilt nach den Vorschriften des Einigungsvertrages als Landesrecht in den neuen Bundesländern – außer in Thüringen – und im Ostteil Berlins fort, in Sachsen allerdings nur, soweit sie dem Landeseisenbahnrecht nicht widerspricht. Für Aufhebung und Änderung sind die jeweiligen Bundesländer zuständig. Von der weitgehenden Außerkraftsetzung des DDR-Rechts im Zuge der Rechtsbereinigung wurde die BOP in den betreffenden Bundesländern ausgenommen. Regelungen, die auf das „sozialistische Bildungssystem“ Bezug nehmen (§ 2 Abs. 5 BOP) oder die Verbindlichkeit von Beschlüssen des Zentralrats der Freien Deutschen Jugend anordnen, sind formell nie außer Kraft gesetzt worden.

### Rechtslage in Thüringen
In Thüringen ist die BOP 1996 außer Kraft getreten. Seither gab es keine Rechtsgrundlage zur Beaufsichtigung der Parkeisenbahn Gera und anderer betroffener Bahnen. Aus diesem Grunde verabschiedete der Thüringer Landtag im März 2017 eine – zwischenzeitlich auch in Kraft getretene – Änderung des Bergbahngesetzes, das um Vorschriften über Parkeisenbahnen ergänzt wird und den künftigen Erlass einer Rechtsverordnung durch die Landesregierung mit Detailregelungen vorsieht. Das Thüringer Bergbahn- und Parkeisenbahngesetz (ThürBPBahnG) und die Verordnung sollen auch für normalspurige Parkeisenbahnen gelten.

## Normcharakter und Fortgeltungsproblematik
Der Normcharakter der BOP lässt sich nach bundesdeutschen Maßstäben nicht ohne Weiteres bestimmen. In der Bundesrepublik wird die Materie üblicherweise durch Rechtsverordnung geregelt (vgl. Eisenbahn-Bau- und Betriebsordnung für Schmalspurbahnen, Bau- und Betriebsordnungen für Anschlussbahnen). Die BOP wurde indes nicht als Rechtsverordnung, sondern als quasi verwaltungsinterne Regelung („Weisung normativen Charakters“) erlassen, weil in der DDR Pioniereisenbahnen ausschließlich von staatlichen Einrichtungen oder staatlich gelenkten Unternehmen betrieben wurden. Da derartige Normen nicht in das Begriffsgefüge der bundesdeutschen Rechtsordnung passen, werden sie als „nach Art. 9 Einigungsvertrag fortgeltendes Recht“ bezeichnet.
Nach bundesdeutschem Recht fehlt es der Bau- und Betriebsordnung in den meisten der betreffenden Bundesländer an einer Ermächtigungsgrundlage, die den Erlass entsprechender Rechtsvorschriften zulässt. Ohne eine solche Ermächtigungsgrundlage gilt die BOP nur für eine zeitlich begrenzte Übergangsphase nach der Wiedervereinigung fort.
Änderung, Aufhebung und Neuregelung der Materie müssen durch Gesetz oder Rechtsverordnung erfolgen.

## Anwendungsbereich
Der Regelungsbereich der BOP erfasst vor allem die heute als Parkeisenbahnen bezeichneten ehemaligen Pioniereisenbahnen. Dies sind Eisenbahnen, die der Beförderung von Personen sowie der Freizeitgestaltung von Kindern und Jugendlichen, die aktiv am Bahnbetrieb mitwirken, dienen (vgl. § 2 Abs. 5 S. 2 BOP und Nr. 18 Anhang I zur BOP).
Trotz dieses eingeschränkten Anwendungsbereiches wenden die Behörden die BOP auch als Rechtsgrundlage für nach 1990 entstandene Museumsbahnen mit einer Spurweite von 600 mm (z. B. Mecklenburg-Pommersche Schmalspurbahn, Bahn in der Ziegelei Benzin, Waldeisenbahn Muskau) an.
Die BOP regelt u. a. bauliche Maßnahmen, Instandhaltungsarbeiten an Bahnanlagen und Fahrzeugen, die Durchführung des Bahnbetriebsdienstes, die Qualifizierung und Dienstausübung der Bahnbetriebsangehörigen, also auch der eingesetzten Kinder und Jugendlichen, und Arbeiten in der Nähe von Bahnanlagen (vgl. § 1 Abs. 1 BOP).

## Kritik
Der Arbeitskreis Feldbahn Parkbahn, (seit 2024 ein Fachausschuss des Verband deutscher Museums- und Touristikbahnen) ein Zusammenschluss verschiedener Feldbahnmuseen und Parkeisenbahnen innerhalb des Verbandes Deutscher Museums- und Touristikbahnen, kritisierte im Jahr 2012 die unveränderte Fortgeltung der Vorschrift nach dem Stand von 1979. Der Arbeitskreis bemängelt insbesondere, dass die BOP an den Strukturen der DDR-Staatsbahn und an längst nicht mehr aktuellen technischen Regularien ausgerichtet sei. Der Arbeitskreis geht davon aus, dass eine Überarbeitung der BOP an aktuelle Bedürfnisse weder möglich noch politisch gewollt ist.
Die Thüringer Landesregierung konstatierte 2017 durchweg gute Erfahrungen der übrigen neuen Bundesländer bei der Anwendung der BOP. Deren fachliche Qualität werde auch daraus deutlich, dass sich den Pioniereisenbahnen vergleichbare Anlagen in den alten Ländern wie die Killesbergbahn in Stuttgart freiwillig ebenfalls nach der BOP als technischem Regelwerk richten. Auch in Niedersachsen (Museumsbahn auf dem Abschnitt Walsrode-Böhme -Bahnstrecke Verden (Aller)–Walsrode Nord) und in Österreich (Museumsfeldbahn im Salzburger Freilichtmuseum -Museumsfeldbahn Großgmain-) wird die BOP inzwischen als technisches Regelwerk angewendet.